# راب آستلر
راب آستلر (انگلیسی: Rob Ostlere) هنرپیشه اهل انگلستان است. او در سال ۲۰۰۸ از آکادمی سلطنتی هنرهای دراماتیک فارغ‌التحصیل شد. او برای آمادگی در ایفای نقش یک پزشک در شهر هالبی، همراه با تای گلیسر به یک بیمارستان رفت و یک روز را با یک پزشک مشاور و یک رزیدنت گذراند. او همچنین شاهد انجام جراحی بود و از پزشکان اف۱ پیروی کرد. آستلر در سال ۲۰۱۱، در قسمت نخست سریال آمریکایی بازی تاج‌وتخت در نقش دیده‌بان شب، ویمار رویس ظاهر شد. او شش دقیقه پس از آغاز قسمت، توسط یک وایت واکر کشته می‌شود و بدین ترتیب اولین شخصیتی است که در این سریال، که به دلیل تعداد زیاد مرگ شخصیت‌ها شناخته شده است، کشته می‌شود. آستلر در این باره می‌گوید: «راستش وقتی این نقش‌های کوچک را بازی می‌کنی، فقط خوشحالی که خودت را آنجا می‌بینی چون گاهی این صحنه‌ها ممکن است حذف شوند.»
او توسط جوایز تلویزیونی ملی برای جایزه بهترین تازه‌وارد به خاطر نقش‌آفرینی‌اش در شهر هالبی در فهرست اولیه قرار گرفت.
از فیلم‌ها یا مجموعه‌های تلویزیونی که وی در آن‌ها نقش داشته‌است، می‌توان به وظیفه، شهر هالبی و زمستان در راه است اشاره نمود.